# Görögország a 2022. évi téli olimpiai játékokon
Görögország a kínai Pekingben megrendezett 2022. évi téli olimpiai játékok egyik részt vevő nemzete volt. Az országot az olimpián 2 sportágban 5 sportoló képviselte, akik érmet nem szereztek.

## Alpesisí
Férfi
| Versenyző        | Versenyszám      | 1. futam      | 1. futam      | 2. futam | 2. futam | Összesítés | Összesítés |
| Versenyző        | Versenyszám      | Idő           | Hely.         | Idő      | Hely.    | Idő        | Helyezés   |
| ---------------- | ---------------- | ------------- | ------------- | -------- | -------- | ---------- | ---------- |
| Ioannis Antoniou | Óriás-műlesiklás | nem ért célba | nem ért célba | kiesett  | kiesett  | kiesett    | kiesett    |
| Ioannis Antoniou | Műlesiklás       | 59,48         | 36.           | 54,81    | 28.      | 1:54,29    | 29.        |

Női
| Versenyző       | Versenyszám      | 1. futam      | 1. futam      | 2. futam | 2. futam | Összesítés | Összesítés |
| Versenyző       | Versenyszám      | Idő           | Hely.         | Idő      | Hely.    | Idő        | Helyezés   |
| --------------- | ---------------- | ------------- | ------------- | -------- | -------- | ---------- | ---------- |
| Maria Tsiovolou | Óriás-műlesiklás | nem ért célba | nem ért célba | kiesett  | kiesett  | kiesett    | kiesett    |
| Maria Tsiovolou | Műlesiklás       | nem ért célba | nem ért célba | kiesett  | kiesett  | kiesett    | kiesett    |

## Sífutás
Távolsági
Férfi
| Versenyző         | Versenyszám | Idő       | Helyezés |
| ----------------- | ----------- | --------- | -------- |
| Apostolos Angelis | 50 km       | 1:34:04,2 | 59.      |

Női
| Versenyző    | Versenyszám | Idő        | Helyezés |
| ------------ | ----------- | ---------- | -------- |
| Maria Ntanou | 10 km       | 37:39,4    | 88.      |
| Maria Ntanou | 30 km       | lekörözték | 61.      |
| Nefeli Tita  | 10 km       | 42:12,1    | 98.      |

Sprint
| Versenyző                | Versenyszám         | Selejtező | Selejtező | Negyeddöntő | Negyeddöntő | Elődöntő   | Elődöntő | Döntő   | Helyezés |
| Versenyző                | Versenyszám         | Idő       | Hely.     | Idő         | Hely.       | Idő        | Hely.    | Idő     | Helyezés |
| ------------------------ | ------------------- | --------- | --------- | ----------- | ----------- | ---------- | -------- | ------- | -------- |
| Apostolos Angelis        | Férfi egyéni sprint | 3:20,87   | 83.       | kiesett     | kiesett     | kiesett    | kiesett  | kiesett | 83.      |
| Maria Ntanou             | Női egyéni sprint   | 4:04,66   | 89.       | kiesett     | kiesett     | kiesett    | kiesett  | kiesett | 89.      |
| Nefeli Tita              | Női egyéni sprint   | 4:14,48   | 87.       | kiesett     | kiesett     | kiesett    | kiesett  | kiesett | 87.      |
| Maria Ntanou Nefeli Tita | Női csapatsprint    |           |           |             |             | lekörözték | 13.      | kiesett | =23.     |